# 安东尼·达米科
安東尼「肥托尼」·達米科（英語：Anthony "Fat Tony" D'Amico）是美國動畫影集《辛普森一家》中的虛構角色，由美國演員喬·曼特納配音。他首次登場於第三季的劇集〈Bart the Murderer〉中。
肥托尼是春田鎮黑手黨的老大，手下成員包括路易、約翰尼與萊德斯，而他的上司則是唐·維托利奧·迪馬喬。